# 추잡한 당
"추잡한 당"(Nasty Party)은 영국의 보수당을 가리키는 말이다. 이 말은 2002년 10월, 현 영국 총리이기도 한 테리사 메이 의원이 보수당 당대회 연설 도중 다음과 같이 직언하면서 유명해졌다. "이 당에서 우리가 해야 할 일은 많습니다. 우리의 기반은 너무나도 비좁고, 가끔씩 보면 우리에 대한 지지도 그렇습니다. 어떤 사람들은 우리를 그렇게 부르기도 하더군요. '추잡한 당'이라고요."
이 "추잡한 당"이라는 말은 전통보수주의 계열 보수당 의원들에게 해당되는 말로, 전통보수주의 계열은 빈곤층에 대한 관심이 부족하고, 호모섹슈얼리즘과 소수민족은 반대하는 경향이 있다. 당시 다수의 보수당 의원들은 이런 경향을 1997년과 2001년 총선에서 보수당이 패배했던 이유 중 하나이며, 보수당이 재집권할 기회를 얻으려면 그 전통적 기반을 뿌리뽑을 필요가 있다고 생각했다.